# 小泉丹

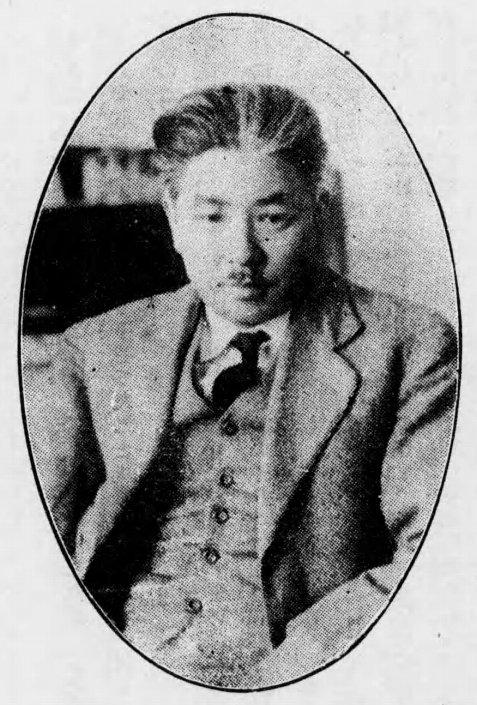
小泉丹

小泉 丹（こいずみ まこと、1882年（明治15年）11月23日 - 1952年（昭和27年）10月21日）は、日本の動物学者。

## 経歴
京都府出身。東京帝国大学理学部動物学科卒。伝染病研究所で宮島幹之助に師事。台湾で熱帯病を研究。1924年新設の慶應義塾大学医学部教授、寄生虫学を担当。マラリアやデング熱の研究、『蛔虫の研究』、進化論の解説などの業績がある。名前は「たん」と通称される。墓所は多磨霊園。
弟の小泉鉄（鐵、まがね、1886-1954）は作家、翻訳家で、第二次『新思潮』に谷崎潤一郎らと参加、のち『白樺』に参加した。

## 著書

### 単著
- 『最近寄生原虫学』南山堂書店、1910年7月。NDLJP:833608。
  - 『最近寄生原虫学』（再版）南山堂書店、1914年2月。NDLJP:945263。
- 『人体寄生動物学』南山堂書店、1912年10月。NDLJP:945905。
  - 『人体寄生動物学』（再版）南山堂書店、1917年12月。NDLJP:945906。
- 『遺伝』南山堂書店、1920年1月。NDLJP:946096。
- 『台湾ニ於ケル蚊族ノ予防医学的研究』晃文館、1921年1月。
- 『寄生虫国日本』岩波書店〈学芸叢書 6〉、1929年1月。NDLJP:1175113。
- 『ユウゼニックス』岩波書店〈岩波講座生物学〉、1930年2月。
- 『進化学経緯』鉄塔書院、1930年4月。NDLJP:1174443。
- 『寄生原虫類 寄生原虫学界近況概見』岩波書店〈岩波講座生物学〉、1930年12月。
- 『動物園』岩波書店〈岩波講座生物学〉、1930年12月。
- 『進化要因論』岩波書店〈岩波講座生物学〉、1931年6月。
- 『寄生虫学提要 第1分冊』南山堂書店、1932年5月。NDLJP:1049136。
- 『進化学序講』岩波書店、1933年12月。NDLJP:1216545。
- 『麻刺利亜』鉄塔書院〈鉄塔科学叢書 12〉、1934年3月。
- 『寄生原虫類』岩波書店〈岩波講座生物学〉、1934年8月。
- 『人体寄生虫通説』岩波書店〈岩波全書〉、1935年5月。NDLJP:1208708。
- 『生物学巡礼』岩波書店、1936年10月。NDLJP:1255841。
- 『腸寄生腺虫後感染抵抗性獲得の研究に就て』養賢堂、1938年6月。
- 『視界』岩波書店、1938年10月。NDLJP:1239390。
- 『野口英世』岩波書店〈岩波新書〉、1939年7月。
- 『常識の科学性 寄生虫の実際問題』岩波書店〈岩波新書〉、1941年3月。
- 『眉毛眼上集』改造社、1941年5月。NDLJP:1123383。
- 『科学的教養』大日本出版、1942年11月。NDLJP:1900308。
- 『生物体の機構』中央公論社〈国民学術選書 5〉、1943年3月。NDLJP:1064444。
- 『日本科学史私攷』岩波書店、1943年9月。NDLJP:1063031 NDLJP:1870413。
- 『蛔虫の研究 蛔虫毒の形態学的、生理学的、化学的研究』大日本出版、1944年8月。NDLJP:1045535。
- 『学生に語る』帝国書院〈青年叢書〉、1946年5月。NDLJP:1459987。
- 『人間生物学の課題』大日本出版社、1947年11月。NDLJP:1064099。
- 『進化学の源流』玄理社、1948年4月。NDLJP:1064100。
- 『科学的教養』春秋社〈春秋選書〉、1948年9月。NDLJP:1063116。
- 『進化学の展開』玄理社、1948年11月。NDLJP:1064102。
- 『寄生虫の話』主婦之友社〈うち中で読む科学の本 10〉、1949年9月。
- 『蛔虫読本』中央公論社、1950年11月。
- 『手と足 進化の話』小山書店〈梟文庫〉、1951年9月。
- 『人体寄生虫』岩波書店〈岩波全書〉、1952年1月。
- 『蛔虫毒の研究 その形態学的、生理学的、化学的研究』岩波書店、1954年10月。

### 編著
- 『診断用・教授用 人体寄生虫卵冩真図譜』南山堂書店、1925年10月。NDLJP:947324。
  - 『診断用・教授用 人体寄生虫卵冩真図譜』（第2版）南山堂書店、1928年9月。NDLJP:947324。

### 訳書
- ドラージュ、ゴールドスミス『進化学説』叢文閣〈フラマリオン社自然科学叢書〉、1924年12月。NDLJP:978909。
- フランシス・ダーウイン『チャールズ・ダーウヰン 自叙伝宗教観及び其追憶』岩波書店〈岩波文庫〉、1927年10月。NDLJP:1193949。
- メンデル『雑種植物の研究』岩波書店〈岩波文庫〉、1928年7月。
- チャールズ・ダーウィン『種の起原 上巻』岩波書店〈岩波文庫〉、1929年12月。
- 『ラマルク 動物哲学・ダーウィン 種の起原』岩波書店〈岩波文庫〉、1935年12月。NDLJP:1236743 NDLJP:1771638。
- チャールズ・ダーウィン『種の起原 中巻』岩波書店〈岩波文庫〉、1938年6月。
- T.H.ハックスリ『科学談義』岩波書店〈岩波文庫〉、1940年6月。
- J.ハックスリ、A.ハッドン『人種の問題』岩波書店〈岩波新書〉、1940年7月。

### 共著
- 綿引朝光、小泉丹『袖珍細菌学実習』南山堂書店、1912年2月。NDLJP:833602。

### 共訳
- ラマルク 著、小泉丹・山田吉彦 訳『動物哲学』岩波書店〈進化学典籍叢書 1〉、1927年1月。